# 比格克里克鎮區 (愛荷華州布萊克霍克縣)
比格克里克鎮區（英語：Big Creek Township）是位於美國愛荷華州布萊克霍克縣的一個行政鎮區。

## 地方資料
根據2010年美國人口普查的數據，比格克里克鎮區的面積為66.96平方千米，當中陸地面積為65.78平方千米，而水域面積為1.18平方千米。當地共有人口2640人，而人口密度為每平方千米39.43人。